# 1246 км (зупинний пункт)
1246 кіломе́тр — пасажирський залізничний зупинний пункт Лиманської дирекції Донецької залізниці. Розташований у Маріупольському районі, Донецької області, неподалік від «Аглофабрики» ММК біля дачного кооперативу «Айстра-2» на лінії Маріуполь-Порт — Волноваха між станціями Сартана (8 км) та Асланове (3 км). У напрямку Маріуполя іде відгалуження на Маріуполь-Сортувальний.
На платформі зупиняються приміські електропоїзди.